# Henzo Kiteau
Pas d'image ? Cliquez ici

a Compétitions nationales et continentales officielles uniquement.

b Matchs officiels uniquement.
Dernière mise à jour le 5 août 2025.
Henzo Kiteau, né le 11 novembre 2001 à Nouméa (Nouvelle-Calédonie), est un joueur français de rugby à XV évoluant au poste de pilier droit avec le CA Brive en Pro D2.

## Biographie

### Jeunesse et formation
Henzo Kiteau vient d'une famille originaire de Nouvelle-Calédonie et naît à Nouméa,. Il commence le rugby à XV en 2009 au sein de la Jeunesse Sports et Loisirs de Normandie basée à Nouméa où il reste jusqu'en 2012. Par la suite, il joue au sein de l'URC Dumbéa à partir de 2013. En 2018, il rejoint le centre de formation de l'ASM Clermont Auvergne,, club partenaire de l'URC Dumbéa.
Il évolue au poste de pilier droit.
Lors de la pré-saison 2020-2021, il effectue toute la préparation de la saison avec le groupe professionnel de l'ASM Clermont. En novembre 2020, il est intégré à la liste du Pôle France pour la saison 2020-2021. Un mois plus tard, il est retenu par l'équipe de France des moins de 20 ans pour préparer le Tournoi des Six Nations 2021,. Cependant, celui-ci est reporté au mois de juin et Henzo Kiteau est ensuite de nouveau retenu pour disputer le Tournoi. Il est remplaçant lors de la première journée contre l'Angleterre,. Par la suite, il est retenu pour les deux dernières journées toujours en tant que remplaçant, lors du match contre l'Écosse il fait une bonne entrée en jeu en étant dominant en mêlée avec son coéquipier de l'ASM Clermont Daniel Bibi Biziwu,, et participe à la seconde place acquise par les Bleuets dans la compétition,.

### Début de carrière professionnelle en prêt au Stade aurillacois et court retour à l'ASM Clermont (2022-2024)
En fin de saison 2021-2022 alors qu'il n'a encore jamais fait ses débuts en professionnel, il est annoncé qu'Henzo Kiteau va rejoindre le Stade aurillacois en prêt pour toute la saison 2022-2023 de Pro D2 et va également intégrer le centre de formation du club.
Cependant, dès la première journée de Pro D2 en août 2022, il est retenu sur sa première feuille de match professionnelle en tant que remplaçant, il fait son entrée en seconde période et dispute ses premières minutes face au Stade montois. Deux mois plus tard, il est placé pour la seconde fois sur une feuille de match pour affronter l'US Montauban, lors de ce match il inscrit le premier essai de sa carrière peu de temps après son entrée en jeu sur son premier ballon, contribuant à la victoire avec bonus offensif de son équipe,. Par la suite, il enchaîne les feuilles de match et connaît ses trois premières titularisations durant le mois de novembre,, devenant un joueur important et prometteur de l'effectif cantalien. Il émet le souhait de prolonger son prêt d'une saison supplémentaire pour continuer à engranger de l'expérience. Cependant, en mai le Stade aurillacois annonce qu'il n'est pas conservé. Pour sa première saison professionnelle, il a disputé vingt-et-une des trente journées de Pro D2, dont six en tant que titulaire et inscrit un essai.
Quelques semaines après son retour de prêt réussi à Aurillac, il signe son premier contrat professionnel avec l'ASM Clermont pour une durée de deux saisons où il sera en concurrence avec Cristian Ojovan, Rabah Slimani et Giorgi Dzmanashvili,. Non retenu pour les cinq premières journées, il profite du forfait de dernière minute de Cristian Ojovan pour intégrer la feuille de match de la sixième journée, à l'extérieur contre le Montpellier HR, en tant que remplaçant. Il dispute ses premières minutes en seconde période après avoir remplacé Rabah Slimani mais il est forcé de ressortir à quelques minutes de la fin du match. Presque un mois plus tard, il est de nouveau aligné, cette fois-ci pour la première journée de Challenge Cup, face à l'équipe écossaise d'Édimbourg Rugby et fait ses débuts dans la compétition. Le 11 mars 2024, n'étant que très peu utilisé par son entraîneur Christophe Urios, seulement cinq rencontres en tant que remplaçant lors de la saison, et ayant connu des difficultés en mêlée fermée, il est annoncé qu'il rejoint le CA Brive à partir de la saison 2024-2025 de Pro D2.

### Rebond au CA Brive (depuis 2024)
Souhaitant se relancer et gagner en temps de jeu au CA Brive, Henzo Kiteau doit toutefois attendre la troisième journée de Pro D2 2024-2025 afin de faire ses débuts, sur le terrain de l'USON Nevers en tant que remplaçant, avec sa nouvelle équipe. En concurrence avec Marcel van der Merwe et Francisco Coria Marchetti, à la mi-décembre, il connaît sa première titularisation contre le FC Grenoble à l'extérieur puis sa première à domicile un mois plus tard contre l'USON Nevers. Au total, il ne dispute que sept matchs, dont quatre comme titulaire pour sa première saison en Corrèze.

## Statistiques

### En club
| Saison                  | Club                    | Championnat | Championnat | Championnat | Compétitions de l'EPCR | Compétitions de l'EPCR | Compétitions de l'EPCR |
| Saison                  | Club                    | Compétition | Matchs      | Essais      | Compétition            | Matchs                 | Essais                 |
| ----------------------- | ----------------------- | ----------- | ----------- | ----------- | ---------------------- | ---------------------- | ---------------------- |
| 2022-2023               | Stade aurillacois       | Pro D2      | 21          | 1           | Pas de qualification   | Pas de qualification   | Pas de qualification   |
| Total Stade aurillacois | Total Stade aurillacois | Pro D2      | 21          | 1           | -                      | -                      | -                      |
| 2023-2024               | ASM Clermont            | Top 14      | 3           | -           | Challenge Cup          | 2                      | -                      |
| Total ASM Clermont      | Total ASM Clermont      | Top 14      | 3           | 0           | Challenge Cup          | 2                      | 0                      |
| 2024-2025               | CA Brive                | Pro D2      | 7           | -           | Pas de qualification   | Pas de qualification   | Pas de qualification   |
| Total CA Brive          | Total CA Brive          | Pro D2      | 7           | 0           | -                      | -                      | -                      |

### En sélection nationale
Henzo Kiteau a disputé trois matchs avec l'équipe de France des moins de 20 ans, prenant part à une édition du Tournoi des Six Nations en 2021. Il n'a pas inscrit de points.